# Alla mia maniera n° 2
Alla mia maniera n° 2 è il nono album in studio di Fred Bongusto, pubblicato 1972.

## Tracce
- Tutti gli arrangiamenti sono di Enrico Intra eccetto dove indicato diversamente

1. Se ti innamorerai - (G. Locatelli-F. Migliacci)
2. Jane A 33 (Footprints On The Moon) - (Climax-J. Harris)
3. Bambina mia (A. Testa-F. Bongusto) -  Arrangiamento di José Mascolo
4. Flamingo (T. Grouya) -
5. Suoneranno Le Sei (A. Piazzola-G. Calabrese) Arrangiamento di José Mascolo
6. Se ci sta lei (Oh Babe, What Would You Say?) -  (E. S. Smith-Lubiak)
7. Sciocca - (B. Pallini-Dinosarti-G. Gionchetta)
8. Nessuno Può Comprare La Città - (T. Dane) Arrangiamento di José Mascolo
9. Core 'ngrato - (Cardillo) Arrangiamento di José Mascolo
10. 4 Colpi per Petrosino (D'Anza-Mandarà-P. Calvi-Grano)
11. Sua moglie come sta? - (A. Gentile-B. Pallini) Arrangiamento di José Mascolo
12. Alone Again (Naturally) - (Gilbert O'Sullivan)